# Balogna
Balogna (en cors Balogna) és un municipi francès, situat a la regió de Còrsega, al departament de Còrsega del Sud. L'any 1999 tenia 170 habitants.

## Demografia
| 1962 | 1968 | 1975 | 1982 | 1990 | 1999 |
| ---- | ---- | ---- | ---- | ---- | ---- |
| 201  | 204  | 196  | 176  | 160  | 170  |

## Administració
| Període   | Identitat                | Partit          | Qualitat  |
| --------- | ------------------------ | --------------- | --------- |
| 1995-2002 | Joseph Antoine Allegrini | SE              | Odontòleg |
| 2002-     | Antoine Carlotti         | Corsica Nazione | empresari |